# Coptis kitayamensis
Coptis kitayamensis är en ranunkelväxtart som beskrevs av Yuichi Kadota. Coptis kitayamensis ingår i släktet Coptis och familjen ranunkelväxter. Inga underarter finns listade i Catalogue of Life.